# 竹篙灣警崗
竹篙灣警崗（英語：Penny's Bay Police Post）是香港警務處新界南總區大嶼山警區的警崗，位於香港新界大嶼山竹篙灣朗欣路，為一所外形設計與香港迪士尼樂園度假區互相配合的特色建築，與其他警崗或警務設置與別不同。為第一所特別注重配合鄰近的主題樂園的警務設置，其次為即將投入服務的馬灣警崗（與馬灣公園的主題配合）。此外，竹篙灣警崗亦為首批新一代特別注重配合了環境保護、節約能源及無障礙環境設施的警崗。

## 建築
竹篙灣警崗是座單層式建築物，樓高7米，內有報案室、控制室、接見室、臨時羈留室、通訊室及停車場等設施。控制室內安裝了監察系統，用以監察四周的設施。警崗備有足夠用地，在緊急時足夠為到一連警察機動部隊候命及接受訓示之用。報案中心內廣泛使用代表警隊的淺灰色及海軍藍色，警崗外圍地方的設計主題則與樂園的園林主題和諧融合。
竹篙灣警崗的地址及樓房的佈置均經過悉心的規劃及佈置，以配合將來與隔鄰的竹篙灣消防局暨救護站在運作上的需要。在設施的設計上，所有樓房的高度均符合在發展規劃中規定不可以逾15米的高度限制，並且在園林建築的主題下加入可持續發展的設計，利用整齊雅致的樓頂佈置，以減少綜合設施對附近景觀的影響。

### 環境保護
竹篙灣警崗採用了預製支柱、格子組件、屋頂托架、人做石牆及鋪路物料來減少資源浪費。綜合設施具備有可持續發展的特別要點，包含促進環境保護的設計概念及不同種類的環境保護裝置。包括採用露天中庭的設計，使日光能夠盡量透射進室內（在設計上達至盡量利用日光，例如提高窗戶高度，報案室及控制室的天窗及有蓋停車場的玻璃簷篷等）、盡量引入自然通風、使用環境保護物料（例如空氣調節設備使用不會損耗臭氧層的冷凍劑）、在屋頂內裝置了太陽能發電板以提供再生能源、樓房外牆的設計亦達到低傳熱系數至每平方米為12.64瓦特、在設施內大量栽種了各色各樣的樹木及加入園藝設計、採用環境保護物料及預先製造的組件、在屋頂設置雨水收集循環系統，利用雨水作為灌溉植物及清洗香港警察車輛用途等。

## 歷史
竹篙灣警崗的建設計劃屬於由土木工程拓展署負責、由建築署與金門建築有限公司共同興建的大嶼山竹篙灣綜合設施基建工程之內，竹篙灣警崗旨在配合香港迪士尼樂園度假區於2005年9月12日開幕後，園內及附近地區對警察服務的須求，屬於支援主題公園其他相關基礎建設及社區設施的部分。此外，警崗亦可以用作指揮站，一旦在香港迪士尼樂園度假區區內及其附近地區發生重大事故時，方便警務處作統籌事務。竹篙灣警崗的編制為一個警長以及九個警員。
建築工程於2002年年底展開，於2004年9月預期竣工，建築工程費用（包括竹篙灣消防局暨救護站）為約1.6億港元。
2005年8月12日，位於大嶼山北面的竹篙灣警崗正式啟用，由時任行動處處長任達榮主持竹篙灣警崗啟用典禮。

## 鄰近地點
- 竹篙灣消防局暨救護站
- 香港迪士尼樂園度假區

## 相關參見
- 警崗
- 警區